# Hortfund von Sundveda
Der Hortfund von Sundveda (schwedisch Sundvedaskatten) wurde 2008 bei der Ausgrabung eines steinzeitlichen Grabes in Steningehöjden, östlich von Sigtuna in Uppland in Schweden gefunden.
Der Münzschatz ist der größte in Uppland gefundene Silberhort seit dem Jahre 1827. Er besteht aus 482 orientalischen Silbermünzen und einigen Münzen aus Westeuropa. Die orientalischen wurden zumeist in Damaskus und Bagdad geprägt. Einige stammen aus Nordafrika. Die iranischen Münzen stammen aus der Sassanidenzeit vor der Islamisierung Persiens. Alle Münzen stammen aus den Jahren 600 bis 840 n. Chr. Sie wurden wahrscheinlich in oder nach der Mitte des 9. Jahrhunderts, während der Wikingerzeit, in einem Steinhügelgrab aus dem 2. Jahrhundert v. Chr. vergraben. 
50 Meter südlich lag die Wikingersiedlung Sundvedas.